# Prabhat Mukherjee
Prabhat Mukherjee (Bengalisch: প্রভাত মুখার্জী, Prabhāt Mukhārjī; * 1917; † 1997) war ein indischer Schauspieler, Filmregisseur und Buchautor. Er schuf Filme in den Sprachen Bengalisch, Assamesisch, Oriya und Hindi.

## Leben
Prabhat Mukherjee begann seine Karriere bei All India Radio und als Schauspieler im bengalischen Film in den 1950er Jahren. 1956 hatte er sein Regiedebüt mit dem Film Maa. In dieser wie auch in den drei weiteren bengalischen Regiearbeiten Mukherjees bis 1960 trat seine Frau Arundhati Mukherjee auf. Mukherjee stand mit ihr bereits zuvor gemeinsam als Schauspieler in Pashupati Chatterjees Shoroshi (1954) und Asit Sens Chalachal (1956) vor der Kamera. In den 1960er Jahren heiratete Arundhati den Regisseur Tapan Sinha.
1958 drehte Mukherjee den assamesischen Film Puberun, der als erster Film in assamesischer Sprache auf einem internationalen Filmfestival, der Berlinale 1960, gezeigt wurde. Er schrieb auch das Drehbuch zu diesem in Shillong spielenden Filmdrama über Mutterliebe.
Von 1962 bis 1964 führte Mukherjee Regie bei mindestens fünf Oriya-Filmen, darunter mit Dasyu Ratnakara (1962) beim Filmdebüt von Prashanta Nanda. Mukherjees 1972 von der Regierung Jammu und Kashmirs produzierter Film Shayar-e-Kashmir Mahjoor über den kaschmirischen Nationaldichter Ghulam Ahmad, genannt Mahjoor, (1885–1952) war sein erster Film in Hindi. Die Titelrolle übernahm Balraj Sahni. Im darauffolgenden Jahr dreht Mukherjee zwei weitere Hindi-Filme, bevor er sich wieder der Arbeit in seiner Muttersprache zuwandte.
Nach dem Scheitern auch seiner zweiten Ehe ging Mukherjee nach Shirdi, wandte sich dort den Lehren des Sai Baba zu und verfasste darüber in seiner bengalischen Muttersprache das Buch „Redemption at Shirdi“.

## Filmografie
als Schauspieler
- 1953: Malancha (Regie: Prafulla Roy)
- 1954: Shoroshi (Regie: Pashupati Chatterjee)
- 1956: Chalachal (Regie: Asit Sen)
- 1958: Mahut Bandhu Re (Regie: Bhupen Hazarika)
- 1969: Shonibar (Regie: Barin Saha)

als Regisseur
- 1956: Maa
- 1957: Mamata
- 1958: Puberan
- 1959: Bicharak
- 1960: Akash-Patal
- 1962: Dasyu Ratnakara
- 1962: Nua Bou
- 1963: Jeevana Sathi
- 1964: Manikajodi
- 1964: Sadhana
- 1965: Debatar Deep
- 1972: Shayar-e-Kashmir Mahjoor
- 1973: Chimni Ka Dhuan
- 1973: Sonal
- 1975: Bandi Bidhata
- 1978: Tushar Tirtha Amarnath